# JANE (漫画)
『JANE』（ジェーン）は、橘水樹&櫻林子による日本の漫画作品。『Patsy』（ビブロス）にて1990年から連載開始、その後『ZERO』（ビブロス）にて連載された。本作品を原作にドラマCD化されている。その後JANEの新シリーズ『NULLALIVE』として連載。
2016年11月24日より『クロフネ』（リブレ）にて続編が連載を開始。単行本は『JANE -Repose-』のタイトルで発売されている。

## 登場人物
真昼狼（RAN・MAHIRU）
声 - 松本保典
ラシード・シンシア・ジャクス（RASSIED・CYNTHIA・JAX）
声 - 山寺宏一
ロッド・ハミルトン（ROD・HAMILTON）
声 - 古川登志夫
リン・リベラルタ（RIN・LIBERALTA）
声 - 小山茉美
レーダ・F・ヴェルラ（LEDA・F・VERLA）
声 - 緒方恵美
ゼウス・V・フォーマン（ZEUS・V・FORMAN）
声 - 高木渉
マキシム ラムダ（MAXIM Λ）
声 - 関智一
ライナス・エスクード・クライブ（LYNUS・ESCUDO・CRIVE）
声 - 大塚明夫
ナジェール（NAJAIL）
声 - 堀内賢雄
ウィリアム・ローディン（WILLIAM・RHODEN）
声 - 大川透
D・ノエル（DAVID・NOEL）
声 - 堀内賢雄

## 単行本
- JANE1（1991年12月25日、PATSY COMICS、ISBN 4-88271-103-6）
- JANE1（1994年7月20日、ZEROコミックス、ISBN 4-88271-244-X）
- JANE2（1994年7月20日、ZEROコミックス、ISBN 4-88271-245-8）
- JANE3（1995年7月6日、ZEROコミックス、ISBN 4-88271-330-6）
- JANE4（1996年6月1日、ZEROコミックス、ISBN 4-88271-461-2）
- JANE5（1996年10月5日、ZEROコミックス、ISBN 4-88271-558-9）
- JANE6（1997年10月23日、ZEROコミックス、ISBN 4-88271-614-3）
- JANE7（1998年8月5日、ZEROコミックス、ISBN 4-88271-821-9）
- JANE8（1999年9月5日、ZEROコミックス、ISBN 4-88271-904-5）
- NULLALIVE1（2000年7月5日、ZEROコミックス、ISBN 4-8352-1071-9）
- NULLALIVE2（2001年12月5日、ZEROコミックス、ISBN 4-8352-1297-5）
- JANE -Repose-（2017年10月23日、クロフネCOMICS、ISBN 978-4-7997-3522-0）
- JANE -Repose 2-（2018年10月23日、クロフネCOMICS、ISBN 978-4-7997-4056-9）

## ドラマCD
- Dramatic CD Collection - JANE~オフェリアナイト~

（1995年8月、ムービック ISBN 9784896011715）

## その他
- CD－ROM画集「LADY－JANE」

- UNOFFICIAL MISSION 1（発行：インターフェース（インディーズ））

- UNOFFICIAL MISSION 2（CDブック）（発行：インターフェース（インディーズ））

1. アメイジング・グレース「ケイロンの足跡」より / Vo.Rassied・C・Jax
2. 眠れない夜
3. 夢見る海で〜THE OCEANIC NIGHTMARE〜
4. GOD BLESS YOU
5. Amazing Grace(Special Mix) - Vo.Rassied・C・Jax / 山寺宏一